# Heinrich Haussler
Heinrich Haussler (Inverell, Australia, 25 de febrero de 1984) es un ciclista australiano que fue profesional desde 2005 hasta abril de 2023.

## Trayectoria
Fue un destacado amateur, campo en el que consiguió numerosas victorias relevantes, entre ellas varias victorias en los campeonatos nacionales de Alemania de diferentes categorías. Corrió con licencia alemana hasta que en agosto del 2010 se cambió por la australiana; hecho que pudo hacer al poseer la doble nacionalidad alemano-australiana.
Como profesional ha conseguido victorias importantes como las etapas conseguidas en la París-Niza o en la Dauphiné Libéré. Sin embargo, sus mejores victorias como profesional han sido la 19.ª etapa de la Vuelta a España 2005, con final en Alcobendas, donde se impuso a sus compañeros de escapada, el suizo Martin Elmiger y el español David Latasa, y la 13.ª etapa del Tour de Francia 2009 con llegada en Colmar, después de un día de lluvia y frío llegando en solitario, superando a su compañero de escapa Sylvain Chavanel después de que este sufriera una pájara a unos 40 km de la meta.
El 7 de abril de 2023 anunció su retirada para convertirse en director deportivo después de haberle sido detectado un problema cardíaco en diciembre del año anterior.

## Palmarés
| 2005 - 1 etapa de la Vuelta a España 2006 - 2 etapas de la Vuelta a Murcia - 1 etapa de la Vuelta a Renania-Palatinado - 2 etapas del Circuito Franco-Belga 2007 - 1 etapa de la Vuelta a la Baja Sajonia - 1 etapa de la Dauphiné Libéré 2008 - 1 etapa de la Vuelta a Baviera 2009 - 2 etapas de la Vuelta al Algarve - 1 etapa de la París-Niza - Gran Premio de Schwarzwald - 1 etapa del Tour de Francia - 1 etapa del Tour de Poitou-Charentes | 2010 - 1 etapa de la Vuelta a Suiza 2011 - 2 etapas del Tour de Catar - 1 etapa del Tour de Pekín 2013 - 1 etapa de la Vuelta a Baviera 2014 - 1 etapa de la Vuelta a Baviera 2015 - Campeonato de Australia en Ruta |

## Resultados en Grandes Vueltas y Campeonatos del Mundo
| Carrera         | Carrera         | 2005 | 2006 | 2007  | 2008  | 2009 | 2010 | 2011  | 2012 | 2013 | 2014 | 2015  | 2016 | 2017 | 2018  | 2019  | 2020 | 2021 | 2022 |
| --------------- | --------------- | ---- | ---- | ----- | ----- | ---- | ---- | ----- | ---- | ---- | ---- | ----- | ---- | ---- | ----- | ----- | ---- | ---- | ---- |
|                 | Giro de Italia  | —    | —    | —     | —     | —    | —    | —     | —    | —    | —    | 107.º | 99.º | —    | —     | —     | —    | —    | —    |
|                 | Tour de Francia | —    | —    | 129.º | 123.º | 97.º | —    | —     | —    | —    | Ab.  | —     | —    | —    | 125.º | —     | —    | —    | —    |
|                 | Vuelta a España | 54.º | 92.º | —     | Ab.   | —    | —    | 103.º | —    | —    | —    | —     | —    | —    | —     | 132.º | —    | —    | —    |
| Mundial en Ruta | Mundial en Ruta | —    | —    | —     | —     | —    | —    | 42.º  | 73.º | —    | Ab.  | 44.º  | Ab.  | 93.º | —     | —     | —    | —    | 67.º |

—: no participa

Ab.: abandono

## Equipos
- T-Mobile (2004)
- Gerolsteiner (2005-2008)
- Cervélo Test Team (2009-2010)
- Garmin (2011-2012)
  - Garmin-Cervélo (2011)
  - Garmin-Sharp (2012)
- IAM Cycling (2013-2016)
- Bahrain (2017-2023)[4]
  - Bahrain Merida (2017-2019)
  - Team Bahrain McLaren (2020)
  - Team Bahrain Victorious (2021-2023)